# Martinisingen
Martinisingen ist ein evangelischer Brauch zum Martinstag, der vor allem in den lutherisch geprägten Gebieten Nordwestdeutschlands und Nordostdeutschlands am Geburtstag von Martin Luther, dem 10. November, gepflegt wird. Es ist auch unter den Namen Martini oder Martinssingen und unter den plattdeutschen Namen Sünte- oder Sünne Märten oder auch Mattenherrn (heute fälschlicherweise häufig zu Matten Mär’n verballhornt) bekannt. Beim Martinisingen wird (ähnlich dem katholischen Martinssingen am 11. November, dem Fest des heiligen Martin von Tours), teils mit Laternen, von Haus zu Haus gezogen und gesungen. Kinder bekommen dafür Süßigkeiten.

## Entstehung
Martin Luther wurde am 11. November 1483 getauft und erhielt, wie damals häufig praktiziert, den Namen des Tagesheiligen, an dem Tag Martin von Tours. Um das Fest dieses sehr volkstümlichen Heiligen, das gleichzeitig den Herbst-Zinstag und den Beginn der sechswöchigen Fastenzeit vor Weihnachten markierte, hatte sich ein vielfältiges und verbreitetes Brauchtum entwickelt, das nach der Reformation auch in protestantischen Regionen weiter betrieben wurde. 
Um ein Gegengewicht gegen den römisch-katholischen Nikolauskult zu setzen, wurde das Martinsbrauchtum ab dem 18. Jahrhundert zunächst in Württemberg von protestantischen Landesfürsten und Theologen stärker betont, erinnerte es doch an den Geburts- und Tauftag des Reformators Martin Luther. Der Martinskult „wurde im Protestantismus nicht in gleicher Weise aus theologischen Gründen bekämpft [...] wie andere römisch-katholische Heiligenkulte“, sondern es kam zu protestantischer Modifizierung von katholischen Brauchtumselementen.
Im 19. Jahrhundert rückte die Gestalt Martin Luthers selbst ins Zentrum des Martinsbrauchtums. In Ostfriesland bekam es nach der 300-Jahr-Feier der Reformation 1817 einen neuen Inhalt; jetzt wurde nur noch Martin Luther, der „Lichtfreund und der Glaubensmann“ gefeiert, „de de Papst in Rom de Kroon offschlog“. Martin-von-Tours-Lieder wurden zu Martin-Luther-Liedern umgedichtet oder umgewidmet, das Brauchtum wie Heischegänge und Laternenumzüge wurde verknüpft.
In Ostfriesland wurden früher die Landarbeiter und das Dienstpersonal am Martinstag in die Winterpause entlassen. Diese weitgehend besitzlosen Bevölkerungsschichten mussten die kalte Jahreszeit ohne eigenes Einkommen überbrücken. Einen kleinen Beitrag dazu leisteten die Kinder, die an diesem Tag von Haus zu Haus zogen und vor allem bei wohlhabenden Bauern und Bürgern um Gaben bettelten. Sie erhielten Pfeffernüsse (pēpernööten) und Äpfel. Die Kinder führten Laternen (Kippkappkögels) und selbst gefertigte Geräuschinstrumente (Rummelpott) mit sich.

## Heutige Gebräuche
Kinder ziehen nach Einbruch der Dämmerung mit einer Laterne von Tür zu Tür und singen Martinilieder. Das Licht in der Laterne ist oftmals keine Kerze mehr, sondern elektrisch, da im Novemberwind die Laternen manchmal Feuer fingen. (In „Laterne, Laterne“ heißt es daher noch: „Flamme auf, mein Licht, aber nur meine liebe Laterne nicht.“) Aber nach wie vor werden die Laternen gerne selber aus Papier gebastelt. Immer häufiger wird beim Singen jedoch auf die Laterne verzichtet.
Zu Matten Matten Mären schreibt das Hannoversche Wochenblatt: „Dabei gilt die eiserne Regel früher wie heute: Wer nichts schenkt, dem wird ein Streich gespielt“. Auch beim ostfriesisch-norddeutschen Martinisingen muss der Verweigerer später am Abend mit einem Klingelstreich oder ähnlichem rechnen; wer umgekehrt aber nicht singt, bekommt auch nichts.
Seit Ende der 1990er Jahre macht sich durch die Werbung der Geschäfte und durch amerikanische Fernsehserien Halloween als Konkurrenz gegen das Martinisingen bemerkbar.

## Martinilieder
| Martinus Luther war ein Christ, ein glaubensstarker Mann. Weil heute sein Geburtstag ist, zünd’ ich mein Lichtlein an. Und sing ein Lied nach altem Brauch aus voller Brust heraus. So singend zog Martinus auch als Kind von Haus zu Haus. Und als geworden er ein Mann, war er ein helles Licht. Dies deutet auch mein Lichtlein an, wenn es die Nacht durchbricht. Als Martin noch ein Knabe war, Hat er gesungen manches Jahr Vor fremder Leute Türen. Er sang so schön, er sang so zart, So recht nach frommer Kinder Art, Es konnt ein Herz wohl rühren. Musik nach ein feste Burg ist unser Gott Wir singen, lieben Leute, auch Nach frommer Sitt’ und altem Brauch, Drum wollt ihr uns nicht schelten, Und wenn ihr reichlich uns bedenkt, Mit schönen Äpfeln uns beschenkt, Mög Gott es euch vergelten. Drum hört auf unsern Bittgesang Und nehmt von uns den schönsten Dank Für eure milden Gaben. Wir wünschen Luthers Glauben euch, So werdet ihr im Himmelreich Das ew’ge Leben haben. Mit de Kippkappkögels kom’ wi weer an. Elk singt so munte, as he man kann. Is ja Sünner Maarten, nümms blifft to Hus, Appels und Beeren kreegen wie to Schmuus Worum wi singen dat weet ji doch, Luthers Geburtstag de fiern wie nu noch. fiefhunnert joahr is dat al her, und noch geit Luthers Wort övert Eer. Dit Wort sall alltied un ewig bestahn, dit Wort sall düren, sall nich vergahn. Sünner Maartens Avend, Sünner Maartens Sang, un de Kippkappkögels blieven noch lang. KippKappKögels-Variante aus dem Harlingerland: Mit Kippkappkögels kam’ wi an, elk singt so munter, as he man kann, is ja Sünner Maarten, nüms blifft to Hus, Appels und Beeren kreegen wie tom Schmuus. Veerhunnertfieftig Johr is dat heer, Luthers Geburtsdag de fiern wi nu sehr. | Aus dem Bielefelder / Ravensberger Raum: Martin Luther, Martin singen wir. Wir stehen davor, vor reicher Mann’s Tor. Wer uns was gibt und nicht vergisst, der kriegt eine goldene Krone. Die Krone reicht so weit, so weit, bis über die ganze Christenheit. Guten Abend, guten Abend! Laßt uns nicht so lange steh’n, wir wollen noch ein bisschen weitergeh’n, von hier bis nach Kölle. Kölle ist ’ne große Stadt, da geben uns viele Leute watt. Klipp Klapp Rosenblatt, schöne Jungfrau, gib uns watt, gib uns einen Apfel, der liegt bei uns auf’m Schapfel, gib uns eine Nuss, dann geh’n wir wieder nach Hus! Als „Heeper Lied“ (missingsche Mundart): Martin Luther, Martin singen wir, wir treten herfür, für [...] (Name des Hausbesitzers) Tür. Wer uns was gibt und nicht vergisst, der kriegt eine goldene Krone; die Krone, die reicht so weit, so weit, bis über die ganze Christenheit. Lasst uns nicht so lange stehn, wir woll'n noch ein bisschen weitergehn, von hier aus bis nach Köln. Köln ist 'ne große Stadt, da geben uns viele Leut was. Klipp klapp Rosenblatt, liebe Leute gebt uns was! Westfälische Art: Martin Luther singen wir, wir treten vor die Hausmannstür. Wer uns was gibt und nicht vergisst, der kriegt die goldene Krone (die Krone), die Krone, die reicht so weit von hier bis an den Heiligen Abend. Guten Abend, Guten Abend, hier wohnt ein reicher Bauersmann, der uns wohl etwas geben kann. Klipp Klapp Rosenblatt schönste Hausfrau, gib uns was. Aus Bösingfeld / Lipperland: Martin Luther, wir sind hier, vor euer Tür. Wer uns was gibt uns nicht vergisst, der soll die goldne Krone haben. |

### Weitere Lieder
- Ein feste Burg ist unser Gott
- Von Luther lasst uns singen
- Zu Eisleben war uns geboren ein Mann
- Kinder zieh’n von Haus zu Hause
- Heut ist Martini wieder
- Singet heute Freudenlieder
- Horch, durch des Winters Sturmgebrause
- Seht doch, ihr lieben Leute
- Heut’ ist der Tag, an dem vor vielen Jahren
- Wir zünden unsre Lichter an
- Am Martinstage kommen wir Kinder all

Allgemeine Lieder beim Laternelaufen:
- Ich geh’ mit meiner Laterne (vor 1913)[7]
- Laterne, Laterne (DVA A 59 488 [um 1875] und A 95 675 [um 1877])[8]